# Betriebshof Charlottenburg

ATw A500 mit Großraumbeiwagen 2000^{II} vor der Wagenhalle, 1965

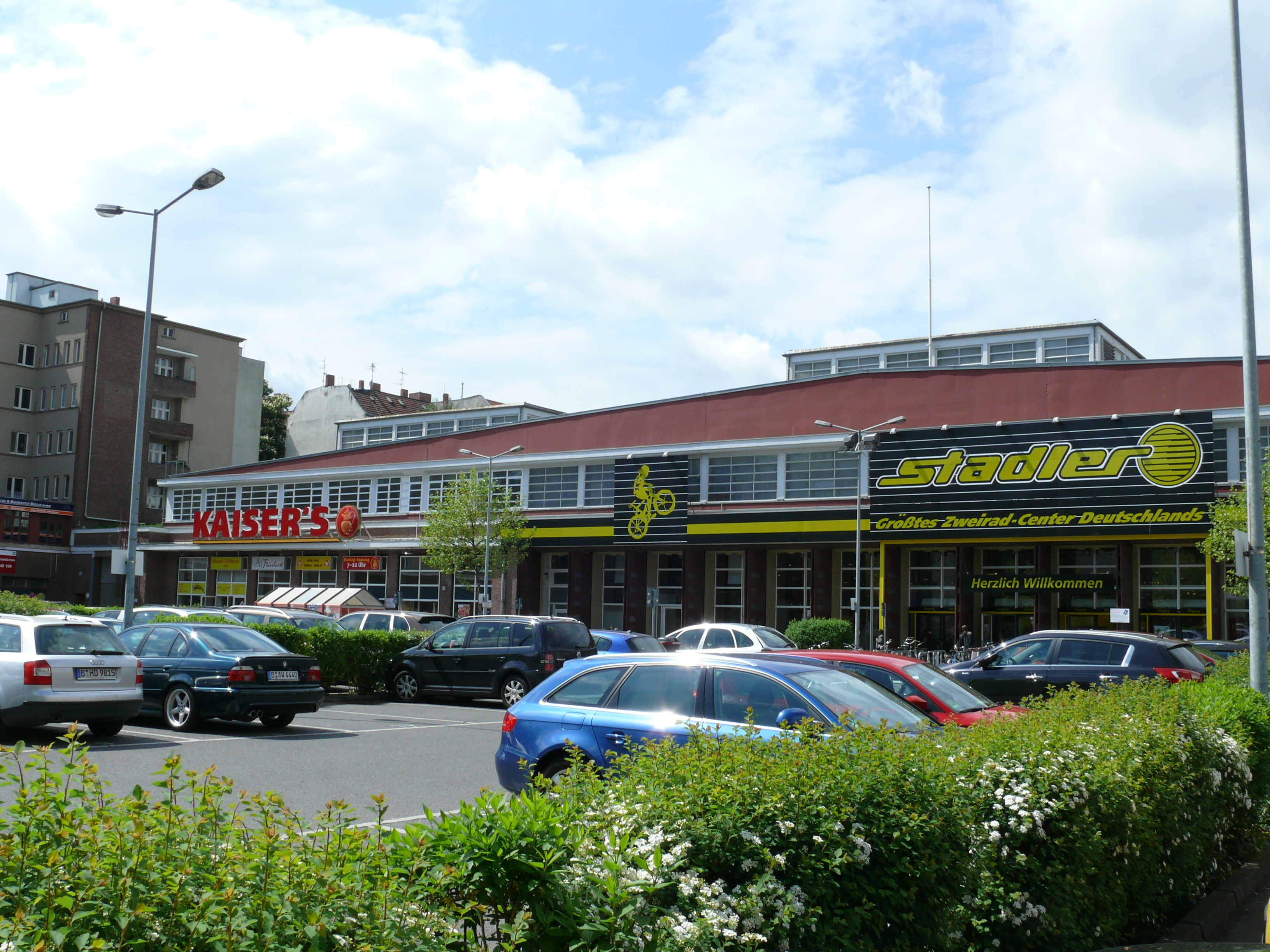
Wagenhalle des ehemaligen Betriebshofs Charlottenburg, 2013

Der Betriebshof Charlottenburg ist ein ehemaliger Betriebshof der Berliner Straßenbahn. Der 1930 von der BVG eröffnete Hof war bei der Einstellung des West-Berliner Straßenbahnnetzes am 2. Oktober 1967 die letzte noch in Betrieb befindliche Anlage ihrer Art. Die ehemaligen Wagenhallen und die um den Betriebshof errichtete Wohnsiedlung sind als Gesamtanlage in der Berliner Landesdenkmalliste eingetragen. Die Anlage wurde nach Plänen von Jean Krämer unter Mitwirkung von Otto Rudolf Salvisberg und Gerhard Mensch entworfen.

## Lage und Aufbau

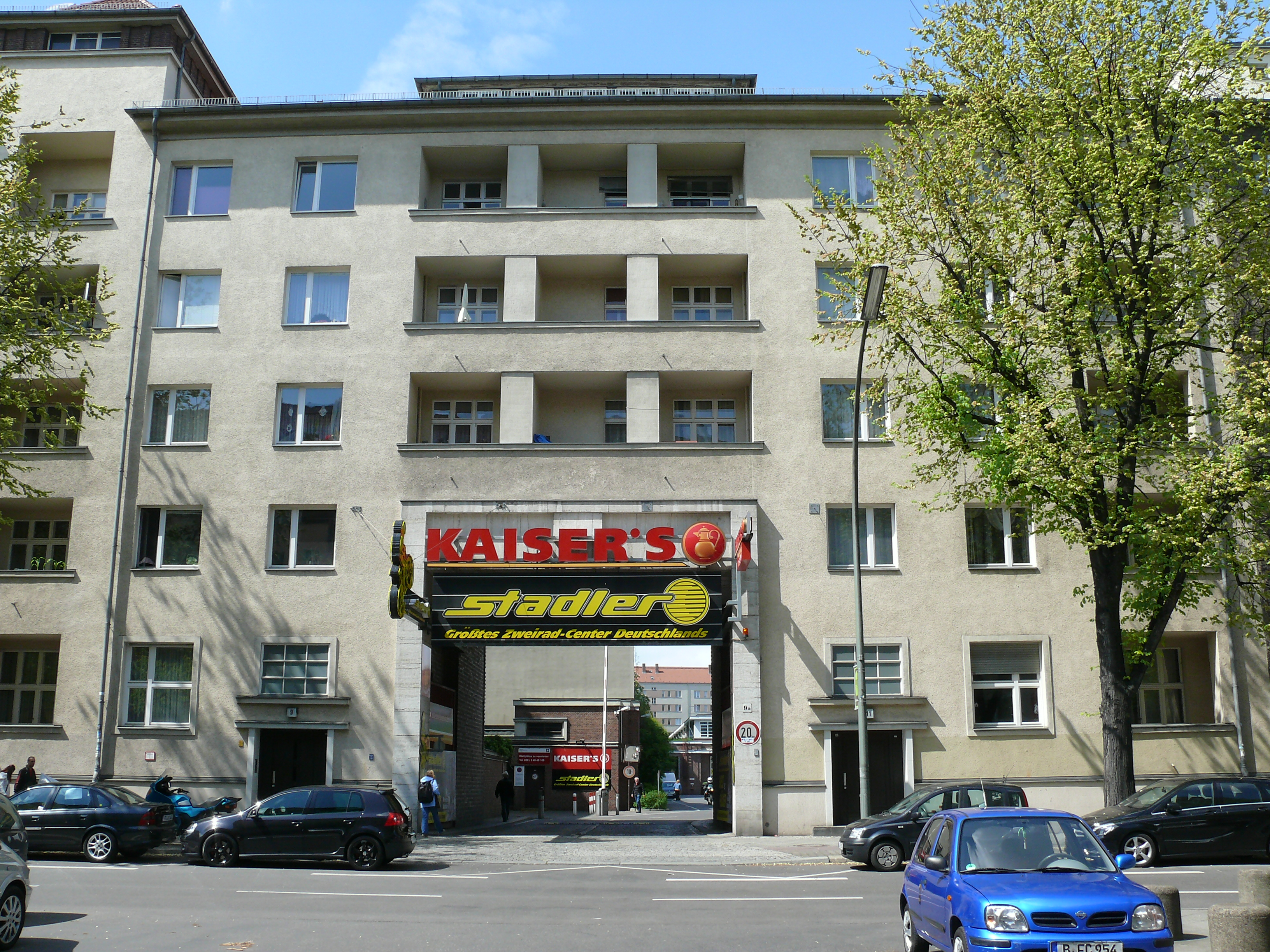
Südliche Zufahrt, 2013

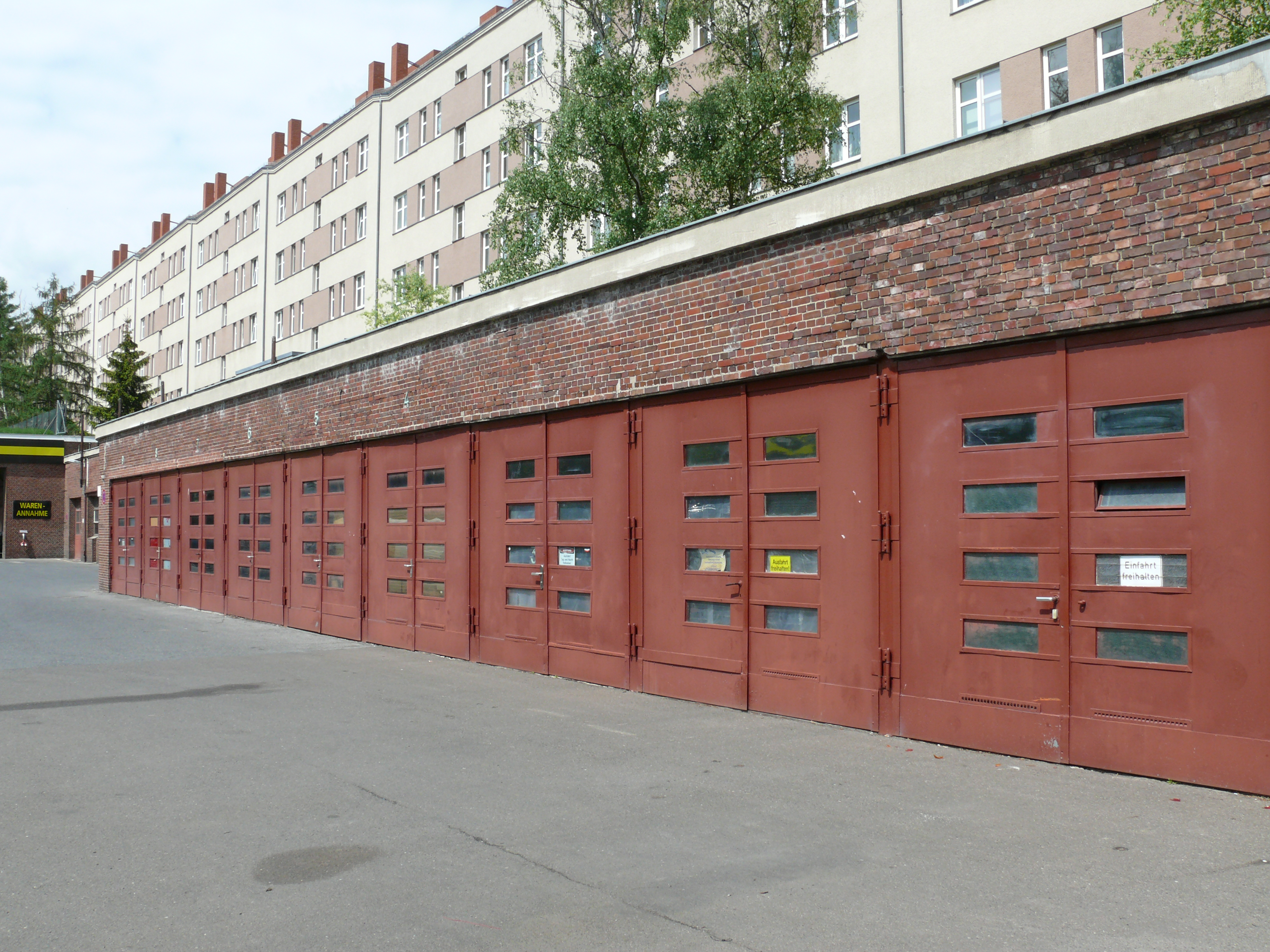
Garagenhöfe an der Nordseite, 2013

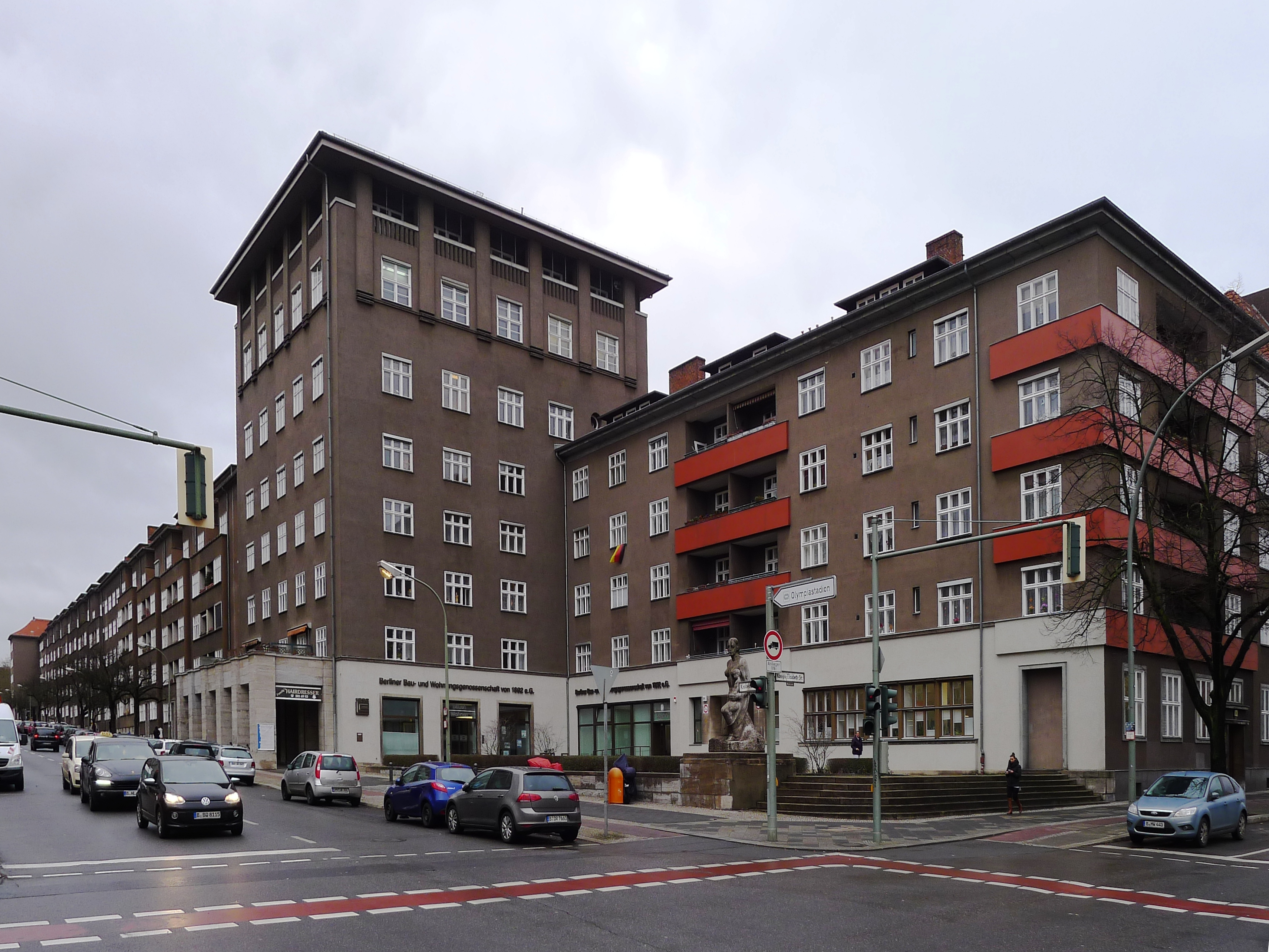
Eckbebauung Königin-Elisabeth- / Ecke Knobelsdorffstraße, Nordseite, 2015

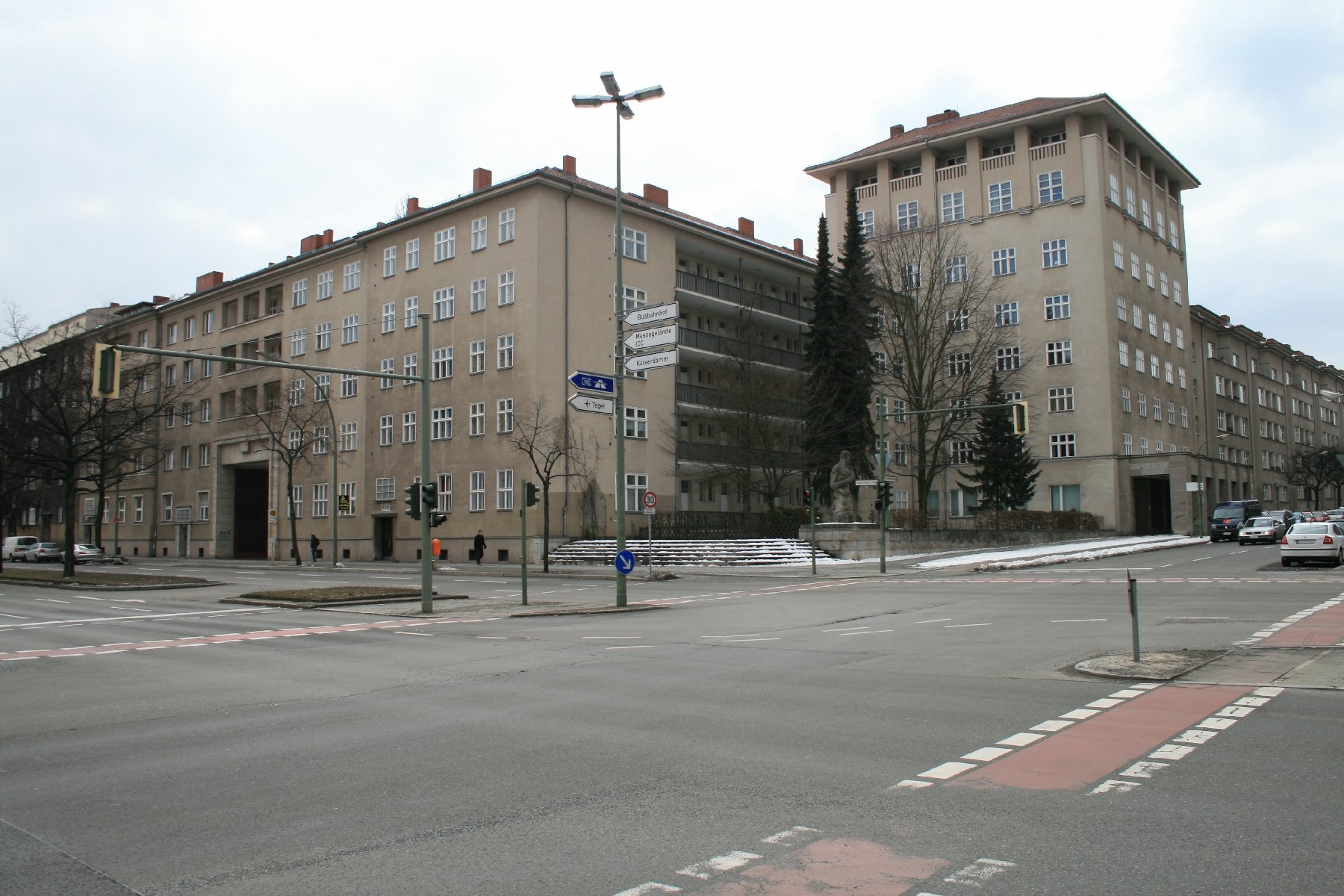
Eckbebauung Königin-Elisabeth-Straße / Ecke Knobelsdorffstraße, Südseite, 2013

Die Anlage befindet sich im Osten des Berliner Ortsteils Westend im Bezirk Charlottenburg-Wilmersdorf und umfasst das Straßengeviert Königin-Elisabeth-/Soor-/Fredericia-/Haeselerstraße. Die Knobelsdorffstraße durchquert die Anlage in Ost-West-Richtung. Während sich der eigentliche Betriebshof mit einer Grundfläche von 27.500 Quadratmetern im südlichen Innenhof befand, wurde die äußere Umrandung vollständig von Wohnblöcken mit Platz für etwa 400 Familien eingefasst. Der Kreuzungsbereich zwischen der Knobelsdorffstraße und Königin-Elisabeth-Straße wird von zwei Torbauten flankiert, vor denen zwei überlebensgroße Skulpturen mit dem Titel „Arbeit und Heim“, bestehend aus einer nackten Frau mit Kind und einem nackten muskulösen Mann, platziert sind. Geschaffen wurden die Skulpturen 1928 von Josef Thorak. Einzelne Wohnhäuser, etwa in der Königin-Elisabeth-Straße 13–17, zählen nicht zum Objekt.
Die Zufahrten zum Hof befinden sich in der Königin-Elisabeth-Straße. Die ehemalige Wagenhalle umfasste 27 Hallengleise, vier weitere Gleise führten in Anbauten seitlich der Halle. Die dreischiffige Wagenhalle umfasste einen kleineren, beheizten Teil mit acht Aufstellgleisen und den größeren unbeheizten Teil mit 19 Aufstellgleisen. Sie misst 97 Meter × 120 Meter in der Grundfläche bei einer lichten Höhe von acht Meter. Die Werkstatträume waren im hinteren Teil der Halle untergebracht. Da das Gelände nach Westen hin ansteigt, musste die Halle bis zu sieben Meter in den Hang hineingebaut werden, um eine ebene Aufstellfläche zu erreichen. Insgesamt konnten bis zu 320 Straßenbahnwagen im Betriebshof stationiert werden. Zwischen den beiden Gleisharfen befand sich ein Schuppen zur Lagerung von Streusalz. An der Innenseite zur Randbebauung befinden sich Garagenhöfe.

## Geschichte
Nach dem Zusammenschluss der einzelnen Straßenbahnunternehmen zur Berliner Straßenbahn, begannen letztere und ihre Nachfolgegesellschaft, die Berliner Straßenbahn-Betriebsgesellschaft, mit der weiteren Zusammenlegung kleinerer Betriebshöfe. 1927 entstand mit dem Betriebshof Müllerstraße in Wedding der erste Neubau dieser Art. Im gleichen Jahr begannen die Bauarbeiten für einen weiteren Betriebshof im Westen des Bezirks Charlottenburg, dem heutigen Ortsteil Westend, als Ersatz für die Betriebshöfe Spandauer Straße und Spreestraße. Das Gelände erwarben die Gemeinnützige Heimstättengesellschaft der Berliner Straßenbahn-Betriebsgesellschaft und der Berliner Spar- und Bauverein zwei Jahre zuvor. Einzelne Grundstücke waren zu diesem Zeitpunkt bereits veräußert, weshalb der Block keinen einheitlichen Baustil aufweist. Der Bau stieß anfänglich auf den Widerstand der Anwohner, die eine Lärmbelästigung in dem gehobenen Wohnviertel befürchteten. Die Berliner Straßenbahn sicherte daher zu, die Kurven und Weichen im Betriebshofgelände besonders häufig zu schmieren.
Etwa zeitgleich mit dem Bau fand ab 1929 der Umbau des Betriebshofes Halensee in der Westfälischen Straße statt. Durch die im gleichen Jahr ausgelöste Weltwirtschaftskrise kamen beide Vorhaben in Verzug, weshalb sich die BVG entschloss, die begonnenen Arbeiten am Betriebshof Halensee einzustellen und die freigewordenen Mittel auf den Neubau in Charlottenburg zu konzentrieren. Am 1. September 1930 ging der Hof mit einer einjährigen Verzögerung in Betrieb. Gleichzeitig legte die BVG den alten Betriebshof 16 an der Spandauer Straße still. Dieser war im Jahr 1865 als erster Straßenbahnhof Berlins von der Berliner Pferde-Eisenbahn eröffnet worden. Ab etwa 1935 erhielt der Hof das betriebsinterne Kürzel Char.
Der Hof war mit zahlreichen technischen Geräten versehen. So verfügte er unter anderem über hydraulische Wagenheber, eine Radsatzschleifmaschine und einen drehbaren Kran. An der südlichen Zufahrt befand sich eine Wagenwaschanlage, die nach dem Zweiten Weltkrieg abgebaut wurde.
Die Zuführungsstrecke in der Königin-Elisabeth-Straße ging ebenfalls am 1. September 1930 in Betrieb. Sie diente anfänglich als reine Betriebsstrecke mit Anschluss an die bestehenden Strecken in der Spandauer Straße (heute: Spandauer Damm) und dem Kaiserdamm. Ab dem 15. April 1935 befuhr die Linie 62 die Straße bis zur Kreuzung Knobelsdorffstraße und ab dem 1. November 1937 bis zur Kreuzung Kaiserdamm. Die Oberleitungsanlagen im Betriebshof und der Königin-Elisabeth-Straße waren neben dem Einsatz von Rollenstromabnehmern auch für den Betrieb mit Bügelstromabnehmern ausgelegt. Im Frühjahr 1932 machte der vom Schweizer Ingenieur Roman Liechty konstruierte Cape-Hope-Triebwagen vom Betriebshof Charlottenburg aus seine Testfahrten zur Heerstraße.
Den Zweiten Weltkrieg überstand die Anlage relativ unbeschadet. Das südliche Eckhaus an der Knobelsdorffstraße / Ecke Königin-Elisabeth-Straße wurde zerstört und später wieder aufgebaut. Der Betriebshof konnte ab dem 14. Juni 1945 wieder genutzt werden. Personenverkehr zum Betriebshof fand ab dem 9. Juli 1945 wieder statt. Ab dem 1. April 1950 bis zur Einstellung des Personenverkehrs am 2. Mai 1962 fuhr in der Straße die Linie 60 nach Schöneberg. Die Strecke diente danach bis zur vollständigen Betriebseinstellung am 2. Oktober 1967 als Betriebsstrecke.
Zu den in den 1950er und 1960er Jahren beheimateten Fahrzeugen gehörten neben dem Vorkriegs-Gelenkwagen vom Typ TG 29/38/51 auch die Großraumwagen vom Typ TED 52 / BED 52, die ab 1952 im Einsatz waren. Nach der Schließung des Betriebshofes Britz am 1. Oktober 1966 war Charlottenburg der letzte West-Berliner Betriebshof mit Linieneinsatz. Am Wochenende vor der endgültigen Einstellung des Linienbetriebs am 2. Oktober 1967 veranstaltete die BVG eine große Fahrzeugparade im Hof mit zahlreichen Museumsfahrzeugen. Zwei Jahre zuvor fand zum 100-jährigen Jubiläum der Berliner Straßenbahn ein Wagenkorso vom Betriebshof zum Nollendorfplatz statt. Bis zum 21. Dezember 1967 fanden noch einzelne Überführungsfahrten zum Betriebshof Moabit statt, wo die Verschrottung der Wagen erfolgte. Die in Charlottenburg stationierten Museumsfahrzeuge blieben bis Mai 1968 vor Ort und wurden dann zum Betriebshof Britz überführt.
Die Revisionsgruben wurden im Sommer 1968 abgedeckt und der Hallenboden anschließend asphaltiert. Die Halle diente daraufhin als Getreidelager der BEHALA im Rahmen der Senatsreserve. Im Sommer 1970 wurde ein Teil der Seitengebäude zu Büros und Werkstätten für die VVR Berek umgebaut. Ab dem Frühjahr 1977 entstand in diesem Zusammenhang ein Lagerplatz für Litfaßsäulen hinter dem ehemaligen Salzschuppen. Die BVG nutzte den Vorplatz des Hofs ab dem Ende der 1970er Jahre für ausgemusterte Omnibusse und die Betriebsreserve.
Ab den 1980er Jahren versuchte die BVG das Gelände einer anderweiten Nutzung zuzuführen. Ein Umbau der Räumlichkeiten als Tennishalle kam ebenso wenig zustande wie die Nutzung als Kulissenlager der Deutschen Oper. Etwa zu dieser Zeit wurde der Salzschuppen im Vorfeld abgebrochen und die Front der ehemaligen Werkstatthalle umgebaut. Teile der Halle vermietete die BVG von 1992 bis 2000 an die Arbeitsgemeinschaft Traditionsbus und die umliegenden Anlieger zur Abstellung von Fahrzeugen. 1995 gab die BVG die Nutzung der Räumlichkeiten auf und übertrug das Objekt durch Erbbaurecht an die DIBAG Industriebau. Diese legte ab 1999 Pläne für die Umnutzung des ehemaligen Betriebshofes vor. Nach mehrmaligen Korrekturen wurde die Halle entkernt und anschließend restauriert. Seit 2001 nutzen ein Verbrauchermarkt und ein Fahrradhändler die Hallen. Das ehemalige Gleisvorfeld dient als Parkfläche.